# Sršňovití
Sršňovití či vosovití (Vespidae) jsou velkou a různorodou čeledí blanokřídlého hmyzu zahrnující téměř 5000 druhů. Vyskytuje se kosmopolitně a zahrnuje většinu známých eusociálních druhů sršní a vos, jako je sršeň východní (Vespa orientalis) nebo vosa útočná (Vespula germanica), ale také řadu samotářsky žijících druhů. Všechny sociálně žijící kolonie tvoří královna a množství dělnic s různou mírou sterility ve vztahu ke královně. Kolonie žijící v mírném pásu obyčejně přežívají jeden rok, přičemž poslední jedinci umírají nejpozději na začátku zimy. Nové královny a samci se líhnou ke konci léta. Královny se spáří a zimují v trhlinách nebo jiných chráněných místech. Hnízda většiny druhů jsou postaveny z bláta, zástupci podčeledí Polistinae a Vespinae ale ke stavbě hnízd využívají nažvýkaných rostlinných vláken, která tvoří hmotu podobnou papíru. Mnoho druhů sršňovitých se živí pylem rostlin, nektarem a ovocem, přičemž mohou sloužit i jako účinní opylovači; jiné druhy loví hmyz. Zástupci podčeledí Polistinae a Vespinae kořist spíše nažvýkají a podají larvám, které poté poskytují dospělcům jako potravu čirou kapalinu s vysokým obsahem aminokyselin; přesné složení aminokyselin se mezi jednotlivými druhy výrazně liší.
Podčeledi Polistinae a Vespinae zahrnují výhradně společensky žijící druhy, zatímco podčeledi Eumeninae, Euparagiinae, Gayellinae, Masarinae a Zethinae žijí samotářsky; podčeleď Stenogastrinae obsahuje jak sociální, tak solitérně žijící druhy.